# Dubbelportret van een oude man en een oude vrouw
Portret van een oude man en Portret van een oude vrouw zijn twee schilderijen toegeschreven aan Rembrandt in het Poesjkin Museum in Moskou.

## Voorstelling
Beide schilderijen worden traditioneel gezien als dubbelportret. Wie de geportretteerden zijn is echter onbekend. Traditioneel worden ze gezien als de portretten van Rembrandts broer, Adriaen van Rijn, en zijn vrouw Lijsbeth van Leeuwen. Aan deze identificatie werd al in 1916 door Cornelis Hofstede de Groot getwijfeld. Wel dacht hij dat het hier om een dubbelportret gaat. Dit wordt bevestigd door Rembrandt-kenners Kurt Bauch en Christian Tümpel. Alleen Leonard J. Slatkes denkt dat beide werken los van elkaar gezien moeten worden. Volgens Tümpel moet de oude vrouw gezien worden als een figuur uit de Bijbel.

## Toeschrijving en datering
Beide werken zijn linksmidden gesigneerd en gedateerd ‘Rembrandt f.[ecit] 1654’. Deze signatuur is waarschijnlijk niet eigenhandig en wordt door Horst Gerson al betwijfeld. De traditionele toeschrijving aan Rembrandt wordt door Tümpel niet geaccepteerd. Hij beschouwt de schilderijen als het werk van een leerling.

## Herkomst
De werken zijn afkomstig uit de verzameling van Heinrich von Brühl. In 1769 verkochten de erfgenamen van Von Brühl de werken aan Catharina II van Rusland. Vanaf die tijd bevinden ze zich in de Hermitage in Sint-Petersburg. In 1930 werden de werken overgebracht naar het Poesjkin Museum.